# École Linji

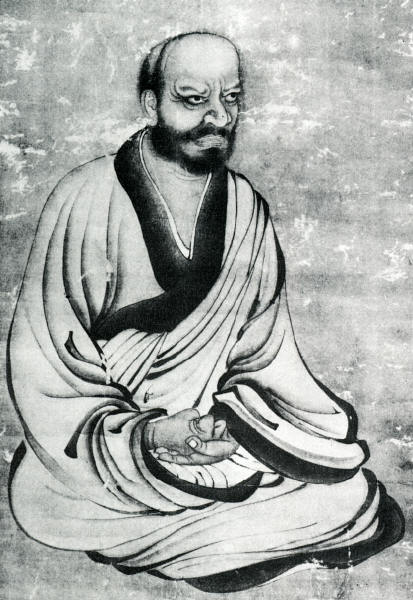
Linji Yixuan, fondateur de l'École Linji

L'École Linji (臨済宗, Linji zong en chinois) est une branche du bouddhisme Chan qui a été fondée durant la dynastie Tang, en Chine, par Linji Yixuan. L'école Linji est une des Cinq Maisons du Chán. Importée au Japon, elle est devenue l'école Rinzai.